# Пришиб (Миргородський район)
Приши́б —  село в Україні, у Шишацькій селищній громаді Миргородського району Полтавської області. Населення становить 703 особи. До 2015 орган місцевого самоврядування — Пришибська сільська рада.

## Географія
Село Пришиб знаходиться на лівому березі річки Грузька Говтва, вище за течією на відстані 2 км розташоване село Киселиха, нижче за течією на відстані 0,5 км розташоване село Легейди.

## Історія
12 червня 2020 року, відповідно до розпорядження Кабінету Міністрів України № 721-р «Про визначення адміністративних центрів та затвердження територій територіальних громад Полтавської області», село увійшло до складу Шишацької селищної громади.
19 липня 2020 року, в результаті адміністративно - територіальної реформи та ліквідації Шишацького району, село увійшло до складу новоутвореного Миргородського району Полтавської області.

## Економіка
- Фермерські господарства.

## Об'єкти соціальної сфери
- Школа.
- Будинок культури.